# Rita Razmaitė
Rita Razmaitė (Kretinga, 20 de junio de 1967) es una deportista soviética de origen lituano que compitió en ciclismo en la modalidad de pista. Ganó una medalla de bronce en el Campeonato Mundial de Ciclismo en Pista de 1990, en la prueba de velocidad individual.

## Medallero internacional
| Campeonato Mundial | Campeonato Mundial | Campeonato Mundial | Campeonato Mundial   |
| Año                | Lugar              | Medalla            | Competición          |
| ------------------ | ------------------ | ------------------ | -------------------- |
| 1990               | Maebashi ( Japón)  | Medalla de bronce  | Velocidad individual |